# Australia Hall
Australia Hall – nieistniejąca sala rozrywkowa w Pembroke na Malcie, zbudowana w 1915 roku przez australijski oddział Brytyjskiego Czerwonego Krzyża. Budynek spłonął w 1998 roku, do dziś pozostały jedynie ściany.

## Historia
Australia Hall został zbudowany przez australijski oddział Brytyjskiego Czerwonego Krzyża jako miejsce rozrywki dla rannych żołnierzy Australian and New Zealand Army Corps, którzy byli leczeni na Malcie podczas I wojny światowej. Budowę ukończono w listopadzie 1915 roku, a oficjalnego otwarcia budynku dokonał 22 stycznia 1916 roku gubernator Malty Paul Methuen. W budynku mogło się pomieścić do 2 000 ludzi; był używany jako teatr, mieściła się tam również biblioteka. Budynek był równocześnie używany przez Navy, Army and Air Force Institutes, a po 1921 roku działało tam również kino.

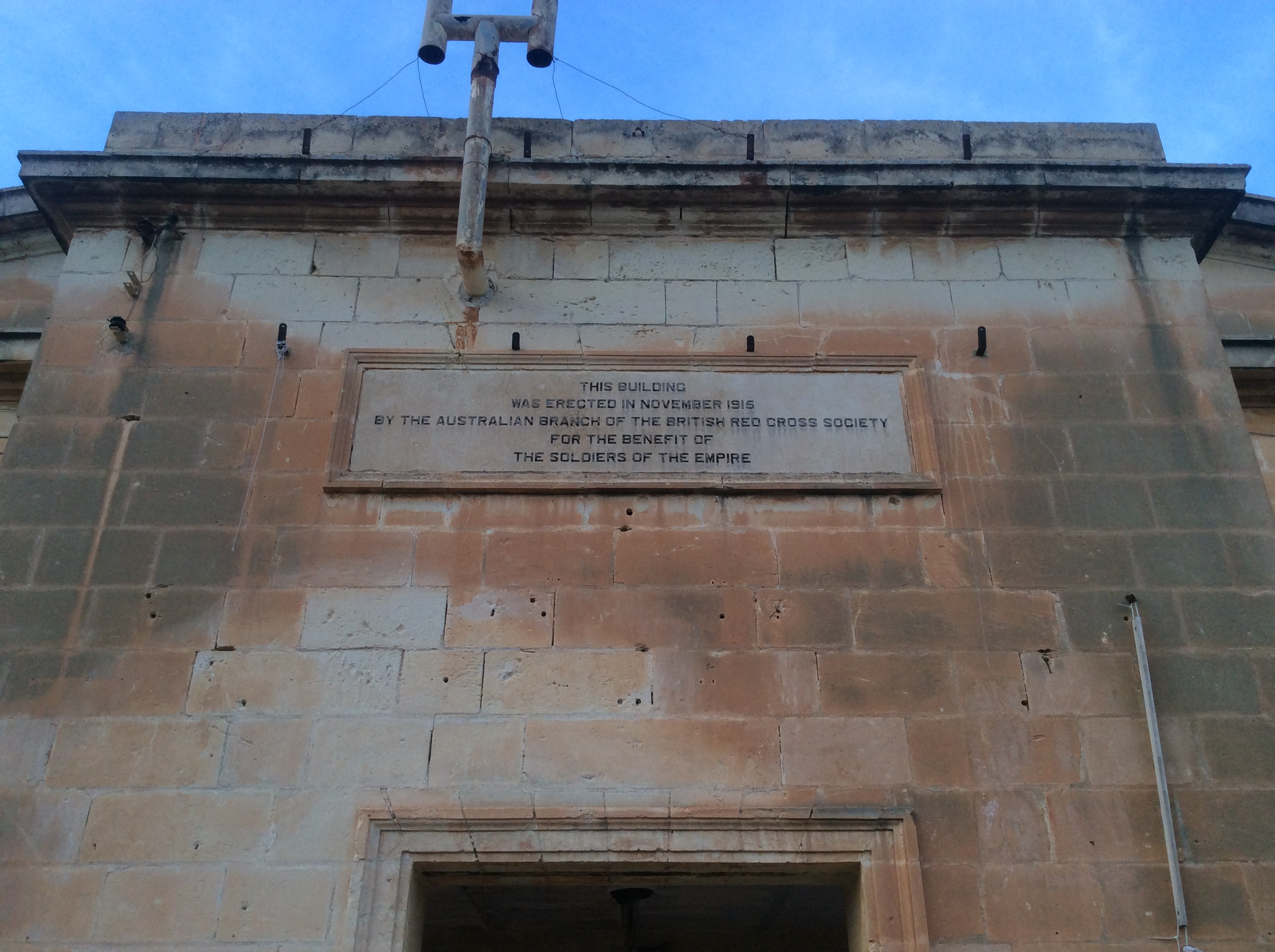
Tablica pamiątkowa na fasadzie budynku

W 1978 roku wojsko brytyjskie opuściło Pembroke, a budynek przeszedł w ręce rządu Malty. Rok później przekazany został, w ramach wymiany za inną nieruchomość w Marsie, maltańskiej Partii Pracy.
W 1996 roku budynek zaliczony został przez Malta Environment and Planning Authority do zabytków narodowych klasy 2. W grudniu 1998 roku gmach spłonął, prawdopodobnie w wyniku podpalenia. Ogień doszczętnie zniszczył dach oraz wnętrza, lecz jego mury wciąż stoją nienaruszone, jakkolwiek były niszczone przez wandali, a ściany pokryte są graffiti.

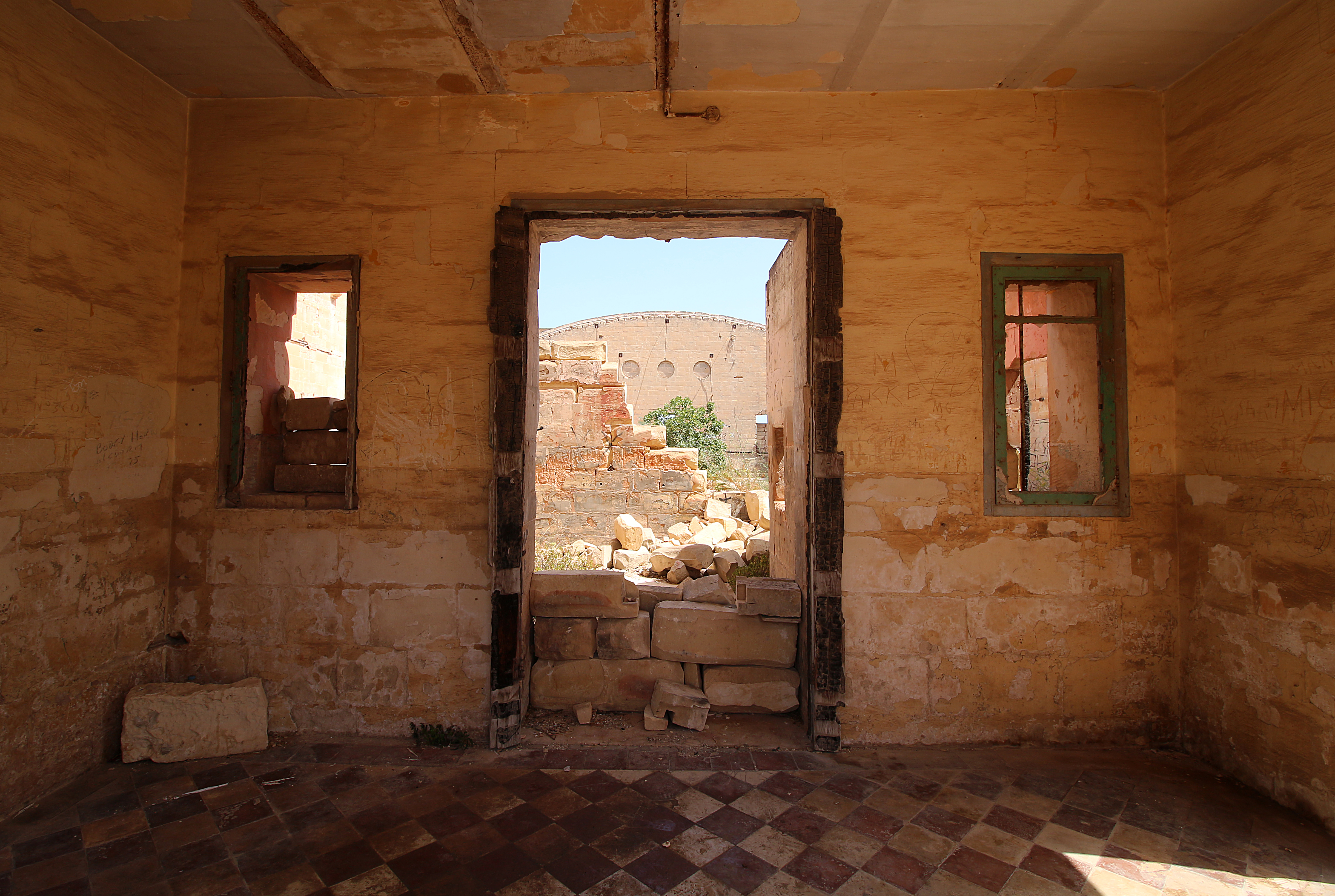
Ruiny Australia Hall w Pembroke

W 2010 roku Partia Pracy podana została do sądu z powodu nieutrzymywania budynku w dobrym stanie, jak to było uzgodnione w umowie z 1979 roku. W październiku 2013 roku zarzuty te zostały wycofane, kiedy Partia Pracy wygrała wybory. W 2014 roku budynek i otaczający go teren zostały sprzedane firmie A. H. Development Ltd za sumę 582 343 euro. Kwota ta została określona przez agentów nieruchomości jako „rażąco odległa od aktualnej ceny rynkowej”, a sprzedaż budynku opisana została jako kontrowersyjna. Zaowocowało to podaniem sprawy do sądu, gdzie Partia Pracy odwołała się, że jest zwolniona od podatku od sprzedaży. Realna wartość Australia Hall razem z otaczającymi go ogrodami określona została na 5,5 miliona euro. 
W 2016 roku australijski Wysoki Komisarz Jane Lambert wezwała do odbudowy Australia Hall. Jest ona w kontakcie z właścicielem budynku, dyskutując nad sposobami zagospodarowania tego miejsca.